# Согдийские переводы Библии
Части Библии были переведены на согдийский язык в IX и X веках. Все сохранившиеся рукописи представляют собой неполные христианские богослужебные тексты, предназначенные для чтения по воскресеньям и святым дням. Неизвестно, был ли сделан полный перевод какой-либо отдельной книги Библии, хотя текст, известный как C13, может быть фрагментом полного Евангелия от Матфея. Все тексты, кроме одного, написаны сирийским письмом; сохранилось лишь несколько страниц Книги Псалмов, написанных согдийским письмом.
Ни один из сохранившихся согдийских текстов не был переведён с оригинального иврита или греческого языка. Все, кроме одного, взяты из сирийских переводов, в основном из Пешитты. Ряд согдийских переводов небиблейских произведений, как христианских, так и манихейских, содержат библейские цитаты, но они были переведены вместе с произведениями, в которых они встречаются.
Все сохранившиеся согдийские библейские тексты были найдены в руинах монастыря Булайик близ Турфана, который был связан с Церковью Востока Восточно-сирийского обряда. Библейские тексты на сирийском, среднеперсидском и персидском языках были найдены на том же месте. Похоже, что согдийский, местный диалект, постепенно вытеснил среднеперсидский, диалект ранних миссионеров, и, в свою очередь, был вытеснен персидским языком по мере распространения этого языка в Центральной Азии. Однако ближе к концу первым языком большинства монахов Булайика был древнеуйгурский.
Библия не была переведена на единственный сохранившийся потомок согдийского языка — ягнобский (новосогдийский) язык.

## Рукописи
1. Рукопись С5. Евангельский лекторий с отрывками из Евангелий от Матфея, Луки и Иоанна, но не от Марка[2].
2. Двуязычные согдийско-сирийские евангельские лекции, в которых перевод чередуется фраза за фразой[2].
3. Рукопись С13. Два фрагмента с одной страницы содержат текст из начала Евангелия от Матфея как на согдийском, так и на сирийском языках[2].
4. Рукопись С23. Двуязычный согдийско–сирийский лекторий посланий Павла[2].
5. Двуязычная согдийско-сирийская Псалтирь с заголовками на сирийском языке. Появляется только первый стих каждого псалма[2].
6. Фрагмент, содержащий Псалом 33 на согдийском языке с греческим начертанием[2].
7. Несколько псалмов согдийским письмом[2].